# Ted Smith (directeur artistique)
Pour les articles homonymes, voir Smith et Ted Smith (homonymie).
Ted Smith est un directeur artistique américain, né le 14 juin 1886 en Pennsylvanie, mort le 19 juin 1949 à Los Angeles (Californie).

## Filmographie partielle

### Comme directeur artistique
- 1937 : Rivalité (Slim) de Ray Enright
- 1938 : La Bataille de l'or (Gold Is Where You Find It) de Michael Curtiz
- 1939 : Service secret de l'air (Secret Service of the Air) de Noel M. Smith
- 1939 : Nancy Drew et l'escalier secret (Nancy Drew and the Hidden Staircase) de William Clemens
- 1939 : Les Conquérants (Dodge City) de Michael Curtiz
- 1939 : Nancy Drew... Trouble Shooter de William Clemens
- 1940 : Torrid Zone de William Keighley
- 1940 : La Caravane héroïque (Virginia City) de Michael Curtiz
- 1940 : Le Régiment des bagarreurs (The Fighting 69th) de William Keighley
- 1941 : La Grande Évasion (High Sierra) de Raoul Walsh
- 1942 : Gentleman Jim (Gentleman Jim) de Raoul Walsh
- 1943 : Convoi vers la Russie (Action in the North Atlantic) de Lloyd Bacon
- 1944 : Le Masque de Dimitrios (The Mask of Dimitrios) de Jean Negulesco
- 1945 : La Mort n'était pas au rendez-vous (Conflict) de Curtis Bernhardt
- 1945 : Aventures en Birmanie (Objective, Burma!) de Raoul Walsh
- 1945 : San Antonio (San Antonio) de David Butler
- 1946 : The Verdict de Don Siegel
- 1946 : Trois Étrangers (Three Strangers) de Jean Negulesco
- 1946 : Her Kind of Man de Frederick de Cordova
- 1947 : Wyoming Kid (Cheyenne) de Raoul Walsh
- 1947 : La Vallée de la peur (Pursued) de Raoul Walsh
- 1948 : Les Géants du ciel (Fighter Squadron) de Raoul Walsh
- 1948 : La Rivière d'argent (Silver River) de Raoul Walsh
- 1949 : La Sirène des bas-fonds (Flaxy Martin) de Richard L. Bare
- 1949 : La Fille du désert (Colorado Territory) de Raoul Walsh